# Мединген
Мединген (њем. Mödingen) општина је у њемачкој савезној држави Баварска. Једно је од 27 општинских средишта округа Дилинген ан дер Донау. Према процјени из 2010. у општини је живјело 1.355 становника. Посједује регионалну шифру (AGS) 9773147.

## Географски и демографски подаци
Мединген се налази у савезној држави Баварска у округу Дилинген ан дер Донау. Општина се налази на надморској висини од 447 метара. Површина општине износи 23,0 km². У самом мјесту је, према процјени из 2010. године, живјело 1.355 становника. Просјечна густина становништва износи 59 становника/km².